# خرزهره‌ایان
خَرزَهره‌ایان (نام علمی: Apocynaceae) تیره‌ای از راستهٔ گل‌سپاسی‌سانان است که گیاهانی علفی با شیرآبهٔ بسیار سمی هستند

## نگارخانه

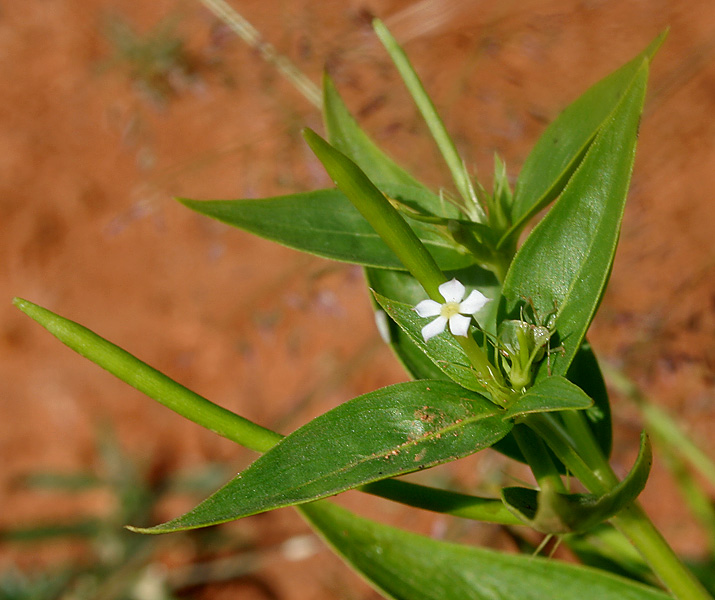
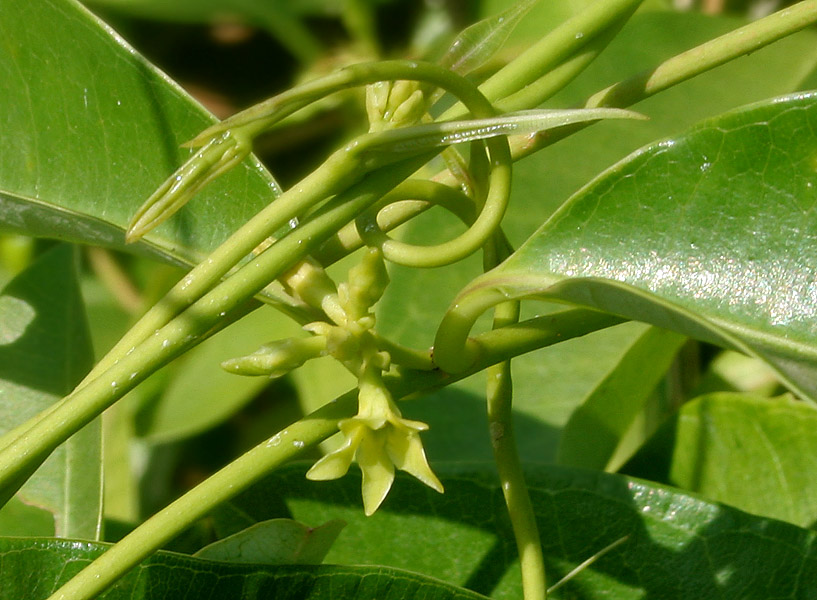
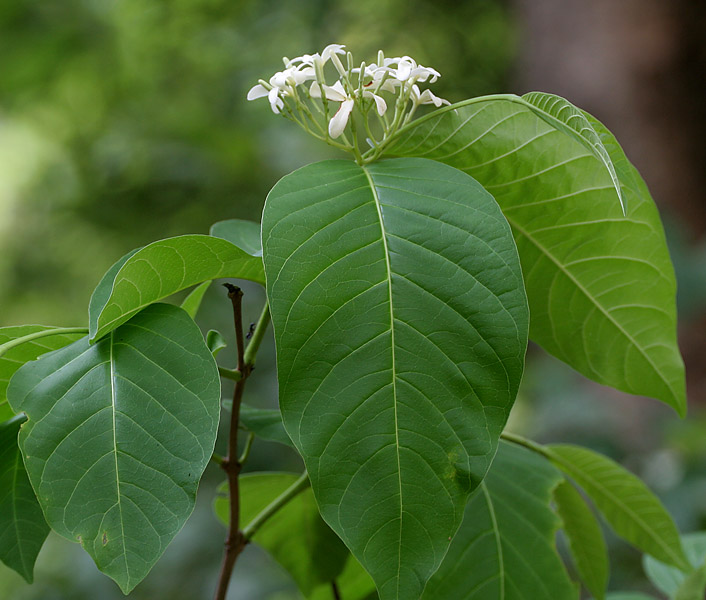
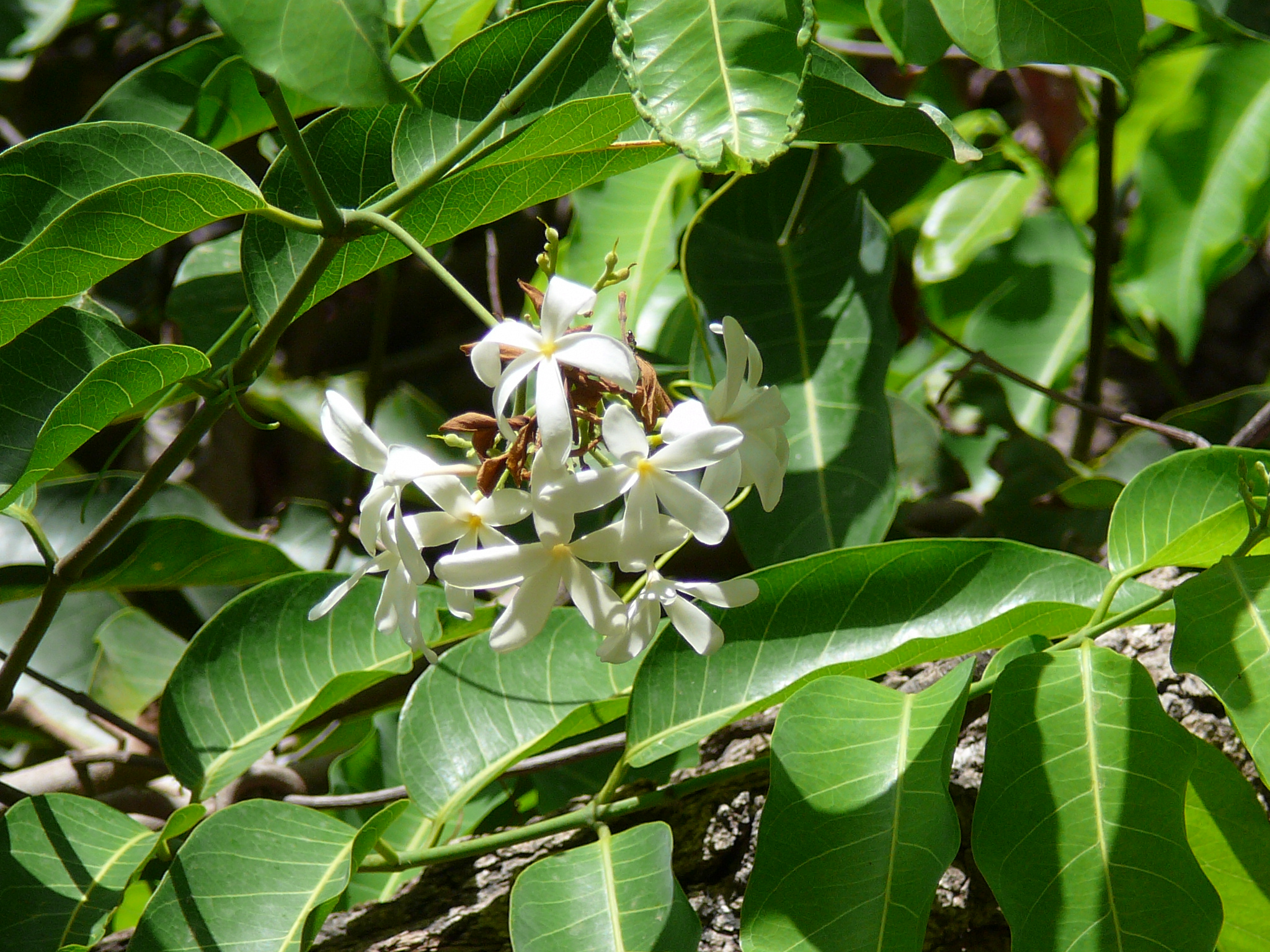
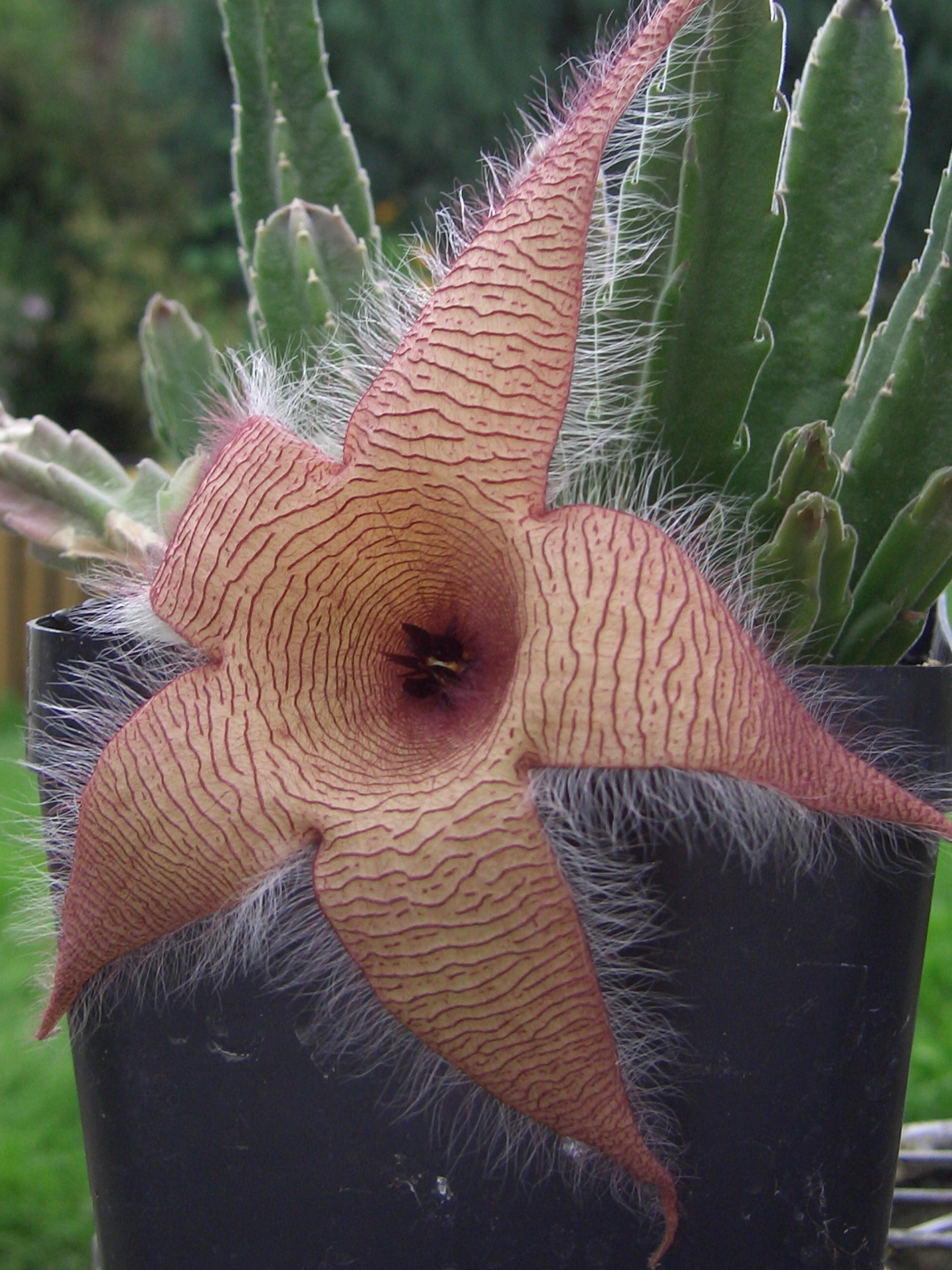
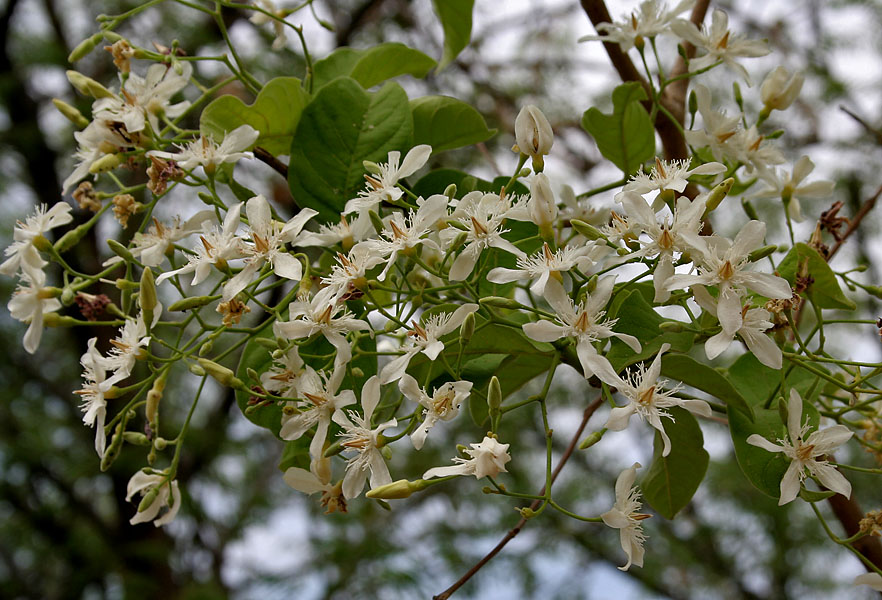
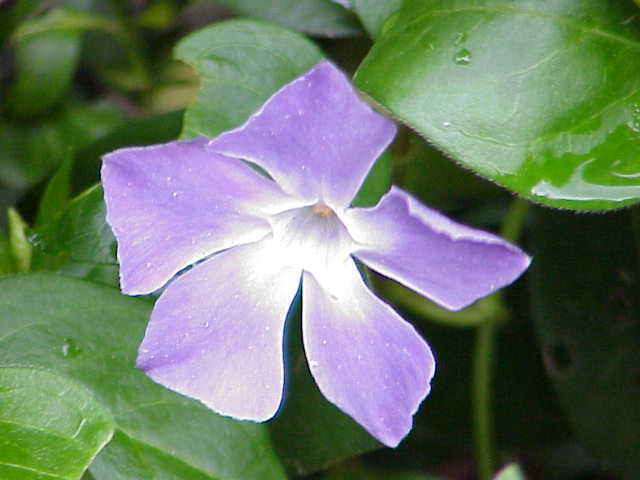
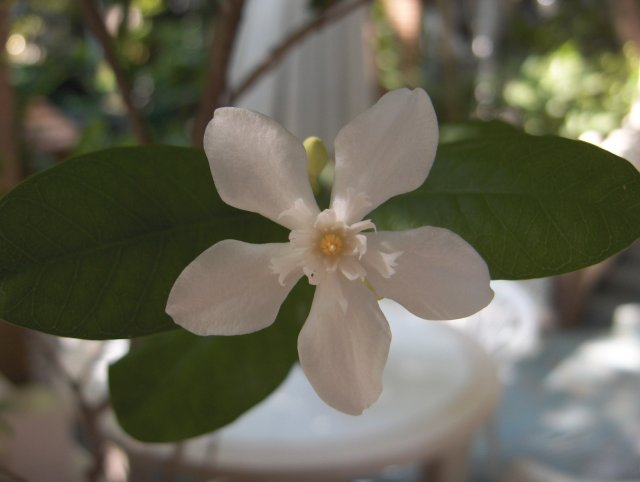